# Lista planetelor minore: 117001–118000
| Nume                                                | Denumire provizorie                                 | Data descoperirii                                   | Locul descoperirii                                  | Descoperitor(i)                                     |                                                     |                                                     |                                                     |                                                     |                                                     |                                                     |                                                     |                                                     |                                                     |                                                     |                                                     |                                                     |                                                     |                                                     |                                                     |                                                     |                                                     |                                                     |                                                     |                                                     |                                                     |                                                     |                                                     |                                                     |                                                     |                                                     |                                                     |                                                     |                                                     |                                                     |                                                     |                                                     |                                                     |                                                     |                                                     |                                                     |                                                     |                                                     |                                                     |                                                     |                                                     |                                                     |                                                     |                                                     |                                                     |
| 117001–117100 Lista planetelor minore/117001–117100 | 117001–117100 Lista planetelor minore/117001–117100 | 117001–117100 Lista planetelor minore/117001–117100 | 117001–117100 Lista planetelor minore/117001–117100 | 117001–117100 Lista planetelor minore/117001–117100 | 117101–117200 Lista planetelor minore/117101–117200 | 117101–117200 Lista planetelor minore/117101–117200 | 117101–117200 Lista planetelor minore/117101–117200 | 117101–117200 Lista planetelor minore/117101–117200 | 117101–117200 Lista planetelor minore/117101–117200 | 117201–117300 Lista planetelor minore/117201–117300 | 117201–117300 Lista planetelor minore/117201–117300 | 117201–117300 Lista planetelor minore/117201–117300 | 117201–117300 Lista planetelor minore/117201–117300 | 117201–117300 Lista planetelor minore/117201–117300 | 117301–117400 Lista planetelor minore/117301–117400 | 117301–117400 Lista planetelor minore/117301–117400 | 117301–117400 Lista planetelor minore/117301–117400 | 117301–117400 Lista planetelor minore/117301–117400 | 117301–117400 Lista planetelor minore/117301–117400 | 117401–117500 Lista planetelor minore/117401–117500 | 117401–117500 Lista planetelor minore/117401–117500 | 117401–117500 Lista planetelor minore/117401–117500 | 117401–117500 Lista planetelor minore/117401–117500 | 117401–117500 Lista planetelor minore/117401–117500 | 117501–117600 Lista planetelor minore/117501–117600 | 117501–117600 Lista planetelor minore/117501–117600 | 117501–117600 Lista planetelor minore/117501–117600 | 117501–117600 Lista planetelor minore/117501–117600 | 117501–117600 Lista planetelor minore/117501–117600 | 117601–117700 Lista planetelor minore/117601–117700 | 117601–117700 Lista planetelor minore/117601–117700 | 117601–117700 Lista planetelor minore/117601–117700 | 117601–117700 Lista planetelor minore/117601–117700 | 117601–117700 Lista planetelor minore/117601–117700 | 117701–117800 Lista planetelor minore/117701–117800 | 117701–117800 Lista planetelor minore/117701–117800 | 117701–117800 Lista planetelor minore/117701–117800 | 117701–117800 Lista planetelor minore/117701–117800 | 117701–117800 Lista planetelor minore/117701–117800 | 117801–117900 Lista planetelor minore/117801–117900 | 117801–117900 Lista planetelor minore/117801–117900 | 117801–117900 Lista planetelor minore/117801–117900 | 117801–117900 Lista planetelor minore/117801–117900 | 117801–117900 Lista planetelor minore/117801–117900 | 117901–118000 Lista planetelor minore/117901–118000 | 117901–118000 Lista planetelor minore/117901–118000 | 117901–118000 Lista planetelor minore/117901–118000 | 117901–118000 Lista planetelor minore/117901–118000 | 117901–118000 Lista planetelor minore/117901–118000 |
| --------------------------------------------------- | --------------------------------------------------- | --------------------------------------------------- | --------------------------------------------------- | --------------------------------------------------- | --------------------------------------------------- | --------------------------------------------------- | --------------------------------------------------- | --------------------------------------------------- | --------------------------------------------------- | --------------------------------------------------- | --------------------------------------------------- | --------------------------------------------------- | --------------------------------------------------- | --------------------------------------------------- | --------------------------------------------------- | --------------------------------------------------- | --------------------------------------------------- | --------------------------------------------------- | --------------------------------------------------- | --------------------------------------------------- | --------------------------------------------------- | --------------------------------------------------- | --------------------------------------------------- | --------------------------------------------------- | --------------------------------------------------- | --------------------------------------------------- | --------------------------------------------------- | --------------------------------------------------- | --------------------------------------------------- | --------------------------------------------------- | --------------------------------------------------- | --------------------------------------------------- | --------------------------------------------------- | --------------------------------------------------- | --------------------------------------------------- | --------------------------------------------------- | --------------------------------------------------- | --------------------------------------------------- | --------------------------------------------------- | --------------------------------------------------- | --------------------------------------------------- | --------------------------------------------------- | --------------------------------------------------- | --------------------------------------------------- | --------------------------------------------------- | --------------------------------------------------- | --------------------------------------------------- | --------------------------------------------------- | --------------------------------------------------- |

| Predecesor: 116001–117000 | Lista planetelor minore 117001–118000 Semnificații ale numelor: 117001–118000 | Succesor: 118001–119000 |